# جوریس چوتارد
جوریس چوتارد (انگلیسی: Joris Chotard؛ زادهٔ ۲۴ سپتامبر ۲۰۰۱) بازیکن فوتبال اهل فرانسه است.
از باشگاه‌هایی که در آن بازی کرده‌است می‌توان به باشگاه ورزشی مون‌پلیه اشاره کرد.
وی همچنین در تیم‌های ملی فوتبال زیر ۱۸ سال فرانسه، زیر ۱۹ سال فرانسه، و زیر ۲۱ سال فرانسه بازی کرده‌است.